# Homotrioza epica
Homotrioza epica är en insektsart som beskrevs av Yang 1984. Homotrioza epica ingår i släktet Homotrioza och familjen spetsbladloppor. Inga underarter finns listade i Catalogue of Life.